# كريستيان مورا
كريستيان مورا (مواليد 26 أغسطس 1979) هو لاعب كرة قدم. يلعب مع منتخب الإكوادور لكرة القدم. سبق له أن لعب في كأس العالم لكرة القدم مع منتخب بلاده.

## روابط خارجية
- كريستيان مورا على موقع الاتحاد الدولي (مؤرشف)  (الإنجليزية)
- كريستيان مورا على موقع قاعدة بيانات كرة القدم.إي يو (الإنجليزية)
- كريستيان مورا على موقع ناشيونال فوتبول تيمز (الإنجليزية)
- كريستيان مورا على موقع Soccerway.com (الإنجليزية)
- كريستيان مورا على موقع عالم كرة القدم.نت (الإنجليزية)